# Damian Chapa

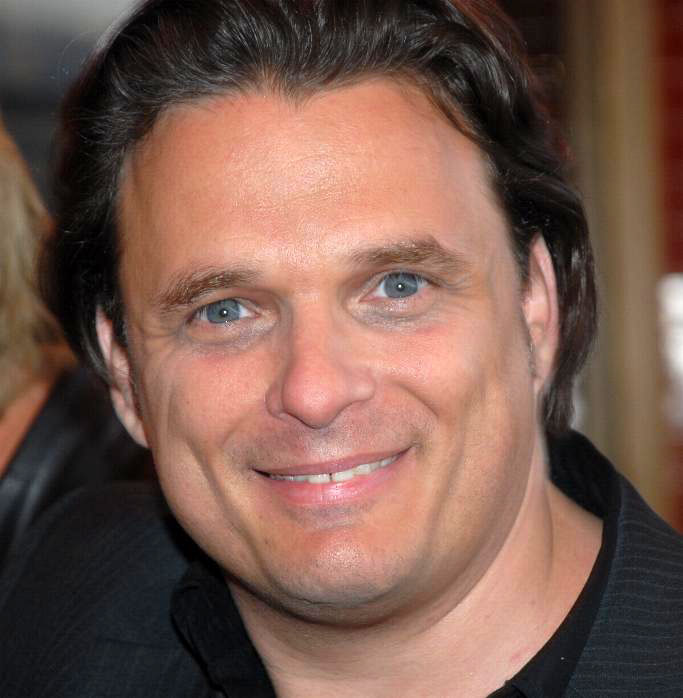
Damian Chapa (2008)

Damian Robert Chapa (* 29. Oktober 1963 in Dayton, Ohio) ist ein US-amerikanischer Schauspieler, Drehbuchautor, Regisseur und Produzent.

## Leben
Zu einem seiner ersten Auftritte gehörte die Hauptrolle im Film Blood in, Blood out – Verschworen auf Leben und Tod sowie die Rolle des Ken bei der Verfilmung von Street Fighter – Die entscheidende Schlacht.
Chapa, der mit Natasha Henstridge und Ciara O’Brien verheiratet war, erlangte im Jahr 2009 wieder verstärkte Aufmerksamkeit durch die Veröffentlichung des Filmes Polanski, bei dem er die Hauptrolle spielte und Regie führte.
Danach widmete er sich dem ebenfalls biographischen, dennoch nicht autorisierten Projekt Brando Unauthorized über den Schauspieler Marlon Brando sowie dem Film Vatos Locos Forever. Auch mit Bobby Fischer live drehte er in diesem Bereich. Chapa will mit Beatty Unauthorized, einem Film über das Leben und die Karriere des Charakterdarstellers Ned Beatty, seine vierte nicht autorisierte Biografie veröffentlichen. Er selbst spielt wie in den vorangegangenen Filmbiografien die Hauptrolle.
Aus der Beziehung mit einer Münchnerin hat Chapa einen unehelichen Sohn. Um die Vaterschaft juristisch feststellen zu lassen und ein Umgangsrecht zu erhalten, ließ er einen heimlichen Vaterschaftstest erstellen und reichte am 20. April 2007 beim Münchner Amtsgericht Klage auf Vaterschaftsfeststellung ein. Nachdem die Kindesmutter gegen Chapa eine Strafanzeige wegen Vergewaltigung erstattete, wurde Chapa schließlich bei seiner nächsten Einreise nach Europa Anfang September 2011 in Madrid verhaftet. Nach 7 Wochen Untersuchungshaft in der Justizvollzugsanstalt München beantragte die Staatsanwaltschaft München I aufgrund fehlenden Tatverdachts die Freilassung. Am 28. Oktober 2011 wurde Chapa schließlich aus der Haft entlassen.

## Filmografie (Auswahl)
- 1992: Alarmstufe: Rot (Under Siege)
- 1993: Blood in, Blood out – Verschworen auf Leben und Tod (Bound by Honor)
- 1994: Handschrift des Todes (Final Combination) (Dead Connection)
- 1994: Dreieck der Sünde (Saints and Sinners)
- 1994: Street Fighter – Die entscheidende Schlacht (Street Fighter: The Movie)
- 1997: Midnight Blues – Zu schön um wahr zu sein (Midnight Blue)
- 1997: Money Talks – Geld stinkt nicht (Money Talks)
- 1998: Kill You Twice
- 1998: Bedrohliche Begierde (Exposé)
- 1999: Louisiana Nights – Eine tödliche Intrige (Cypress Edge)
- 1999: Hitman’s Run
- 1999: Manchmal kommen sie wieder 3 (Sometimes They Come Back... for More)
- 2000: Facade
- 2000: The Lonely Life of Downey Hall
- 2001: Kommando – U.S. Navy Seals (U.S. Seals II)
- 2002: Are You a Serial Killer
- 2002: Bad Karma
- 2002: The Calling
- 2003: Betrayal – Der Tod ist ihr Geschäft (Betrayal)
- 2004: Shade of Pale
- 2004: El Padrino
- 2005: Man of Faith
- 2006: I.R.A.: King of Nothing
- 2007: Fuego
- 2007: Mexican American
- 2008: Chicano Blood
- 2008: El Padrino II
- 2009: Polanski (Polanski Unauthorized)
- 2009: Bobby Fischer Live
- 2009: Vampiro
- 2009: Death of Evil
- 2009: The Bad Game
- 2009: Bad Cop
- 2010: Dark Crossing
- 2023: FBI: Most Wanted (Fernsehserie, Folge 4x20)